# Idaea rufifascia
Idaea rufifascia là một loài bướm đêm trong họ Geometridae.